# Vinski Vrh pri Šmarju
Vinski Vrh pri Šmarju – wieś w Słowenii, w gminie Šmarje pri Jelšah. W 2018 roku liczyła 84 mieszkańców.